# LX인터내셔널
LX인터내셔널(영어: LX International Corp.)은 1953년 11월 설립되어 1976년 종합상사로 지정됐다. 주요사업부로는 자원∙원자재부문과 산업재 1∙2부문으로 나뉘어 있다. 자원∙원자재부문은 석탄 및 석유, 비철, 그린사업부로 구성되어 있다. 산업재 1부문은 모바일, LCD 등의 IT∙전자부품과 에너지솔루션 사업을 추진하며, 산업재 2부문은 프로젝트사업, 석유화학, 철강 사업분야를 담당하고 있다. 그외 헬기사업부가 있다. 본사는 서울특별시 종로구 새문안로 58 (신문로2가)에 있다.

## 역사
- 2021. 07 LG상사에서 LX인터내셔널로 회사명칭 변경
- 2014. 05 송치호 단독대표이사(CEO) 체제로 전환
- 2014. 03 이희범, 송치호 각자 대표이사 체제 출범
- 2013. 12 LG상사-GS컨소시엄, STX에너지 인수
- 2013. 09 14.8억불 규모 투르크메니스탄 갈키니쉬 가스처리 플랜트 준공
- 2013. 07 중국 내몽고 석탄화공 요소플랜트 지분 인수
- 2013. 07 2.4억불 규모 투르크메니스탄 원유처리 플랜트 수주
- 2012. 12 콜롬비아 10개 석유광구 지분인수
- 2012. 10 인도네시아 팜오일(CPO) 가공공장 준공
- 2012. 07 인도네시아 GAM 유연탄광 인수
- 2012. 03 5.3억불 규모 투르크메니스탄 정유플랜트 현대화 프로젝트 수주
- 2011. 09 중국 완투고 유연탄광 상업생산 개시
- 2011. 06 러시아 사하공화국에 LG 사하센터 준공
- 2011. 05 칠레 펠(Fell)광구 포함 석유광구 3곳 지분인수
- 2010. 09 중국 강화기전(철강 코일센터)인수
- 2010. 09 미국 로즈몬트(Rosemont) 동광산 투자
- 2010. 06 아르헨티나 리튬 탐사사업 '살데비다(Sal de Vida) 프로젝트' 참여
- 2010. 04 카자흐스탄 NW코니스 석유광구 운영권 인수
- 2009. 12 14.8억불 규모 투르크메니스탄 가스처리 플랜트 수주
- 2009. 11 인도네시아 팜오일 플랜테이션 사업 진출
- 2009. 09 인도네시아 산업조림 사업 진출
- 2009. 02 인도네시아 MPP유연탄광 상업생산 개시
- 2009. 02 오만 웨스트 부카(West Bukha) 유전 상업생산 개시
- 2007. 11 1.7억불 규모 베트남 폴리프로필렌(Polypropylene) 플랜트 수주
- 2006. 11 베트남 11-2 가스전 상업생산 개시
- 2006. 11 LG상사와 LG패션으로 인적 분할
- 2006. 02 12억불 규모 오만 아로마틱스(Aromatics) 플랜트 수주
- 2005. 08 카자흐스탄 아다(ADA)광구 지분인수 계약체결
- 2004. 05 1.8억불 규모 오만 폴리프로필렌 플랜트 수주
- 2003. 11 무역의 날 150억불 수출의 탑 수상
- 1999. 11 무역의 날 100억불 수출의 탑 수상
- 1998. 07 7억불 규모 카타르 정유플랜트 수주
- 1997. 11 무역의 날 금탑산업훈장 수상
- 1995. 03 럭키금성상사(주)에서 (주)LG상사로 상호 변경
- 1991. 11 무역의 날 30억불 수출의 탑 및 은탑산업훈장 수상
- 1984. 01 반도상사(주)에서 럭키금성상사(주)로 상호 변경
- 1981. 12 무역의 날 5억불 수출의 탑 수상
- 1976. 11 종합무역상사 지정, 무역의 날 1억불 수출의 탑 및 금탑산업훈장 수상
- 1976. 01 기업공개
- 1956. 04 반도상사(주)로 상호 변경
- 1953. 11 럭키그룹 수출입 전담회사로 락희산업(주) 설립, 제1대 구인회 사장 취임

## 사업부분

### 자원∙원자재 개발사업
LX인터내셔널은 자원개발사업에서 광종별, 사업 단계별 분산투자를 확대하며 지속성장을 위한 안정적인 토대를 구축하고 있다. LG상사가 추진 중인 자원개발 프로젝트들은 ‘탐사-개발-생산’에 이르는 자원개발사업 단계에 걸쳐 고르게 분포하고 있다. 유망한 잠재성을 보유한 탐사단계의 프로젝트는 물론이고, 안정적인 수익을 기대할 수 있는 생산 및 개발단계의 프로젝트에도 참여하는 균형적인 투자전략을 통해 사업을 안정적으로 진행하고 있다.
- 석탄사업

석탄사업에서는 연 300만 톤 규모로 생산이 진행 중인 인도네시아 MPP 유연탄광을 비롯해 중국 완투고 유연탄광, 호주 엔샴 유연탄광 등 세계 각지의 석탄광산에서 사업을 추진 중이다. 이를 통해 현재 연간 약 1,000만 톤 규모의 물량을 취급하며 국내 상사 중 1위를 달리고 있다. 앞으로 광산 운영역량을 보유한 아시아 최대 석탄 트레이더로 도약한다는 계획이다.
- 석유사업

석유사업에서는 2011년 한국기업 최초로 칠레지역 석유광구 3곳을 확보한 데 이어 지난해에는 콜롬비아 석유광구 10곳을 확보하는 성과를 거두며 자원개발사업 영토를 기존 중동 및 CIS지역에서 중남미지역으로 확대했다. 현재 원유를 생산 중인 오만 웨스트부카(West Bukha) 유전을 비롯해 베트남 11-2 광구, 카자흐스탄 아다(ADA) 광구 등을 통해 세계 각지에서 석유 및 천연가스를 확보해 나가고 있다.
- 비철사업

비철금속사업에서는 국내 종합상사 중 유일하게 생산단계의 동∙아연 복합광산인 필리핀 라푸라푸 광산을 직접 운영하고 있으며, 세계 15위권의 초대형 동 광산인 미국의 로즈몬트 광산 개발사업을 비롯해 한국 최초의 해외 리튬 개발사업인 아르헨티나 살데비다 리튬 탐사사업에 참여하고 있다.
- 그린에너지사업

2009년 12월 인도네시아 서부 칼리만탄 스까다우(Sekadau)郡에 여의도 면적의 약 20배에 달하는 16,000헥타르 규모 팜농장을 확보하고 팜오일 사업을 운영 중이다.
인수 이후 농장 전체 면적에서 팜열매 수확이 가능하도록 팜나무 식재 등 사전 작업을 진행해왔으며, 2012년 10월에는 농장 내에 팜오일 생산공장(CPO Mill)을 준공하고 본격적인 가동을 시작했다. 이를 통해 연간 4만톤의 팜오일을 생산하고 있으며 향후 8만톤까지 생산량을 늘릴 계획이다.
LX인터내셔널은 팜농장 추가 확보 뿐만 아니라 연관분야로의 사업확대도 검토하고 있다.
팜오일은 바이오디젤의 원료로도 쓰이기 때문에 LX인터내셔널은 팜농장을 향후 유망한 바이오 에너지 사업의 교두보로 삼을 계획이다.
또한 팜열매 수확과정에서 발생하는 부산물(EFB: Empty Fruit Bunch, 팜열매 다발에서 팜열매를 떼어내고 남은 껍데기)은 바이오매스 발전사업의 연료로도 활용이 가능하다.

### Project 사업
LX인터내셔널은 정유, 석유화학, 발전 등 각종 플랜트 및 인프라 시설에 대해 투자, 개발, 건설 등을 수행하는 Project사업을 진행하고 있다.
단순히 플랜트 건설에 참여하는 사업에서 나아가 사업 초기단계부터 고객이 필요로 하는 가치를 제공하고 있으며, 투자 운영, 제품에 대한 판매권 확보 등 다각도로 사업 기회를 발굴해 나가고 있다.
특히 투르크메니스탄 대규모 가스처리 플랜트 수주 등 신흥시장에서의 성공적인 사업 경험을 발판으로 사업을 확대해 나가고 있으며, 풍부한 사업 경험과 LX인터내셔널의 종합력을 바탕으로 하여 수처리,도로, 항만, 건축등 인프라 사업 개발도 진행 중이다.

### 산업재 Trading사업
LX인터내셔널은 LCD장비, 전자부품에서부터 석유화학제품, 철강제품에 이르기까지 다양한 품목의 산업재를 수출입, 삼국간 등 다양한 형태로 거래하고 있다.
- IT/전자부품, 기계 및 에너지솔루션

전자 및 기계 분야에서는 전자 부품 설비와 산업기계류를 취급하고 있으며, 최근에는 태양광 모듈, Automotive 부품/설비 등으로 사업영역을 넓혀가고 있다.
‘VMI (Vendor Management Inventory, 공급자 재고관리) 사업’을 통해 국내 및 해외 거점을 확보해 주요 자재와 부품을 창고에 보관함은 물론 고객이 필요한 시점에
필요한 물량을 즉시 공급 중이다.
- 석유화학/ 철강

석유화학 분야에서는 PE/PP, PET 등 플라스틱 제품 원료, 기초유화 제품, 메탄올 및 황산 등 각종 화학제품을 거래하고 있으며 최근 비료사업에 진출하였다.
특히 해외 생산공장에 투자함으로써 현지에서 생산된 제품에 대한 물량을 확보하는 등 안정적인 공급기반을 마련하고 있다.
최근엔 한국기업 최초로 중국 내몽고에 위치한 석탄화공 요소플랜트의 지분을 인수했으며, 이는 향후 자원개발 연관 분야로 사업을 확대하는 발판이 될 것이다.
LX인터내셔널은 또한 철강 가공사업과 철강 Trading사업을 진행하고 있다.
철강가공사업 분야에서는 철강 코일을 구매하여 가전제품 및 자동차 외판재, 건축용 칼라강판 용도로 가공하여 공급하고 있으며
철강Trading사업 분야에서는 한국,중국,유럽,동서남아 지역의 철강 생산자로부터 열연/냉연 철강 제품 및 소재를 구매하여 수출입 및 삼국간 사업을 수행하고 있다.

### 헬기사업
러시아 카모프 KA-32 헬기의 세계최다 국내 도입과 아울러 정비기술을 맡고 있다.
이를 토대로 중국과 대만, 말레이시아, 인도네시아 등지로 수출도 계획하고 있으며 러시아 국영 무기수출기업의 영역으로 치부되던 러시아헬기 판매시장을 LX인터내셔널이 주도하게 되었다.